# Battos (Hirte)
Battos (altgriechisch Βάττος Báttos, von βαττολογεῖν battologeín, deutsch ‚schwatzen‘, also ‚Schwätzer‘; lateinisch Battus) ist eine Gestalt der griechischen Mythologie. Battos war ein alter Hirte aus Messenien, der vom Gott Hermes geprüft wurde, ob er ein Versprechen auch dann halten kann, wenn er sich einer Versuchung ausgesetzt sieht.
Die bekannteste Gestaltung des Mythos stammt aus den Metamorphosen des Ovid.

## Mythos
Hermes hatte dem Apollon eine Herde Rinder gestohlen und Battos hatte ihn als einziger bei dem Diebstahl gesehen. Hermes versprach Battos eine Kuh, wenn er dies niemandem erzählen würde. Hermes verschwand danach zunächst, kam jedoch verkleidet zu Battos zurück und fragte diesen nach der besagten Herde. Als Belohnung für seine Auskunft würde Battos zusätzlich zu seiner Kuh noch einen Stier erhalten. Er konnte diesem Angebot nicht widerstehen und verriet dem verkleideten Hermes den Ort. Daraufhin gab sich Hermes zu erkennen:
„Mich verrätst du an mich?“ sagt lachend der Atlantide,

„Mich, Treuloser, an mich?“ Und er macht zum Felsen verhärtet

Sein wortbrüchiges Herz. Noch heißt der Stein der Verräter,

Und unschuldigem Fels ist die Schande geblieben von alters.
Im Homerischen Hymnos an Hermes ist der Verräter ein Greis aus Onchestos in Böotien. Ein Name wird dort nicht genannt.
Es handelt sich um eine moralisierende Sage, deren Thema die bösen Folgen von Bestechlichkeit, Schwatzhaftigkeit (darauf weist schon der sprechende Name des Battos hin) und Wortbruch
sind.